# Werner Usbeck (Ingenieur)
Hermann Eduard Adolf Werner Usbeck (* 18. Februar 1881 in Jerichow; † 1. Februar 1947 im Speziallager Nr. 2 Buchenwald) war ein deutscher Maschinenbauingenieur und Eisenbahn-Baubeamter. Bei der Deutschen Reichsbahn war er für die Elektrifizierung der Bahnnetze in Schlesien und Mitteldeutschland verantwortlich, ebenso für die Einführung des Gleichstrombetriebs bei der S-Bahn Hamburg.

## Leben
Werner Usbeck wurde als Sohn eines Pfarrers in Jerichow geboren. Seine Jugend verbrachte er in seinem Geburtsort und dem benachbarten Parchen. Nach der Schullaufbahn, zuletzt am Gymnasium in Burg, studierte er von 1899 bis 1903 Maschinenbau an der Technischen Hochschule Hannover. Nach seinem Studienabschluss begann er ein Referendariat bei den Preußischen Staatseisenbahnen, wo er zunächst bei der Königlichen Eisenbahndirektion Frankfurt am Main tätig war, später bei der Königlichen Eisenbahndirektion Magdeburg. 1907 bestand er das zweite Staatsexamen und wurde zum Regierungsbaumeister (Assessor in der öffentlichen Bauverwaltung) ernannt. Usbeck hatte bereits Interesse an Fragen der Elektrifizierung gezeigt und wurde daher als Mitarbeiter einer Arbeitsgruppe ausgewählt, die die Elektrifizierung preußischer Bahnstrecken untersuchen und vorbereiten sollte. Von 1908 bis 1911 delegierte ihn die Eisenbahnverwaltung daher zur AEG nach Berlin, wo er weitere Erfahrungen sammeln sollte. Als AEG-Mitarbeiter war er unter anderem an der ersten Elektrifizierung einer Hauptbahn in Preußen, der Bahnstrecke Bitterfeld-Dessau, beteiligt.
Im August 1911 kehrte Usbeck in den Dienst der Preußischen Staatsbahnen zurück und übernahm als Vorstand das Neubauamt für die Elektrifizierung der schlesischen Gebirgsbahnen in Hirschberg. Durch den Ersten Weltkrieg kamen die Elektrifizierungsarbeiten in Schlesien erheblich ins Stocken, anders als in Mitteldeutschland konnte der elektrische Bahnbetrieb aber aufrechterhalten werden. Usbeck blieb bis 1935 in Schlesien, unterbrochen durch den Kriegsdienst, zuletzt als Sachverständiger der nach dem Waffenstillstand von Compiègne eingesetzten Waffenstillstandskommission sowie einer kurzen Zeit als Vorstand des Eisenbahn-Maschinenamt in Leipzig von 1920 bis 1921.

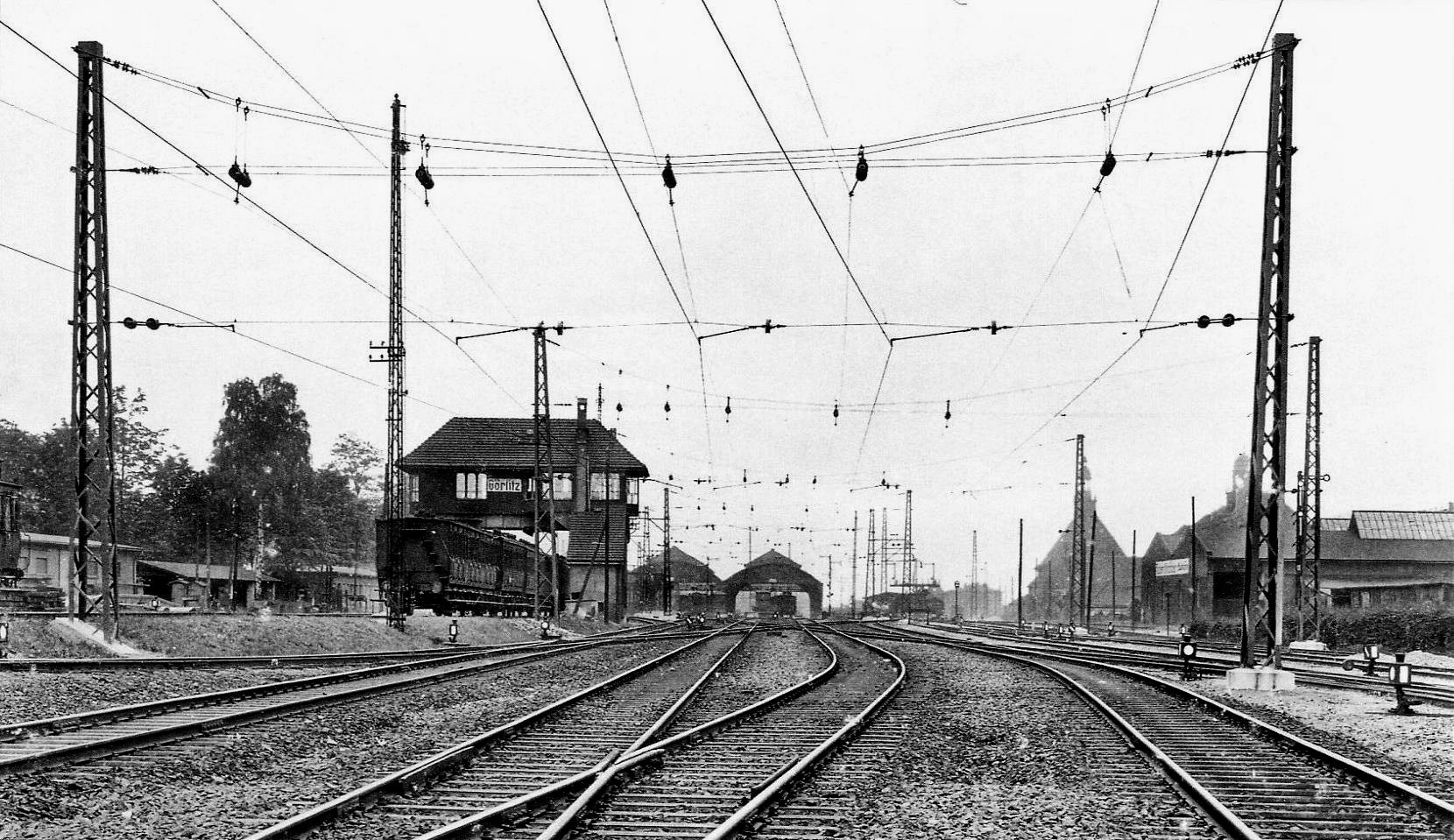
Bahnhof Görlitz um 1923 mit neuer Oberleitung

Ab 1921 war Usbeck Leiter des Dezernats für den elektrischen Zugbetrieb bei der Reichsbahndirektion Breslau. In dieser Position verantwortete er die weitere Elektrifizierung der schlesischen Bahnstrecken einschließlich der Entwicklung der Oberleitung und der Bahnstromversorgung (Planung für Bahnkraftwerk Mittelsteine) sowie die Beschaffung und den Einsatz der entsprechenden Elektrolokomotiven und Triebwagen. Unter seiner Leitung wuchs das elektrische Streckennetz der Deutschen Reichsbahn in Schlesien von rund 93 km (Ende 1919) auf rund 390 km (Ende 1932). Der Deutschen Reichsbahn gelang dabei der Schritt vom eher experimentellen Stadium zu Zeiten der preußischen Staatsbahnen hin zu einem dauerhaft zuverlässigen und wirtschaftlichen Betrieb. Dem Einsatz von Triebwagen galt sein besonderes Interesse, elektrische Triebwagen wurden dementsprechend im schlesischen Netz im Vergleich mit den anderen elektrischen Netzen in Süd- und Mitteldeutschland in größerem Umfang beschafft und eingesetzt. Usbeck publizierte vielfach zu den Ergebnissen und Erfahrungen des elektrischen Bahnbetriebs in Schlesien, vor allem in Fachzeitschriften wie der Elektrotechnischen Zeitschrift, der Zeitschrift des VDI und den Elektrischen Bahnen. Die Leistungen Usbecks für den elektrischen Vollbahnbetrieb würdigte die Technische Hochschule Breslau 1931 mit der Verleihung der Ehrendoktorwürde.
Die Deutsche Reichsbahn beschloss Mitte der 1930er Jahre, den ab 1907 eingeführten und inzwischen sowohl von den Fahrzeugen wie der Bahnstromversorgung her veralteten Wechselstrombetrieb der S-Bahn Hamburg durch einen Betrieb mit Gleichstrom und Stromschiene nach dem Vorbild der S-Bahn Berlin zu ersetzen. Dieses Vorhaben wurde Werner Usbeck anvertraut, der daher 1935 als Leiter des maschinentechnischen Dezernats zur Reichsbahndirektion Altona wechselte.
Nach dem Überfall auf Polen richtete die Deutsche Reichsbahn zum 1. November 1939 die Reichsbahndirektion Danzig ein. Usbeck, der 1938 NSDAP-Mitglied geworden war, wurde zum Vizepräsidenten der Direktion befördert. Ein Jahr später wurde er ab 1. November 1940 Präsident der Reichsbahndirektion Halle. In dieser Funktion war er unter anderem verantwortlich für die Fertigstellung des Lückenschlusses zwischen den elektrischen Bahnnetzen in Mittel- und Süddeutschland. Unter Einsatz von Zwangsarbeitern und Kriegsgefangenen erreichte Usbeck dieses Ziel trotz der kriegsbedingten Materialknappheit. Am 2. November 1942 nahm die Deutsche Reichsbahn den elektrischen Betrieb zwischen Weißenfels und Leipzig auf.
Nach Kriegsende wurde Usbeck im August 1945 durch die Sowjetische Militäradministration wegen der Zwangsarbeitereinsätze festgenommen und als Kriegsverbrecher interniert. Zunächst wurde er in Torgau festgehalten, später im Speziallager Nr. 2 in Buchenwald. Hier starb er im Februar 1947.

## Schriften (Auswahl)
- Elektrische Zugförderung auf den schlesischen Gebirgsbahnen. In: Elektrotechnische Zeitschrift, Jahrgang 1912, S. 1060.
- Elektrischer Bahnbetrieb auf den schlesischen Gebirgsbahnen. In: Der Wanderer im Riesengebirge, 43. Jahrgang 1923, Nr. 482 (vom 1. Oktober 1923).
- Der elektrische Zugbetrieb auf den schlesischen Gebirgsbahnen im Jahre 1925. In: Elektrische Bahnen, Jahrgang 1926, S. 385 ff.
- Elektrisierung der Privatbahn Zillerthal-Erdmannsdorf – Krummhübel. In: Elektrische Bahnen, Jahrgang 1934, S. 110 ff.
- Hamburger S-Bahn. Siemens-Schuckertwerke AG, Berlin-Siemensstadt 1941.